# Ancistrocerus tuberculocephalus
Ancistrocerus tuberculocephalus är en stekelart som först beskrevs av Henri Saussure 1853.  Ancistrocerus tuberculocephalus ingår i släktet murargetingar, och familjen Eumenidae. Utöver nominatformen finns också underarten A. t. sutterianus.